# Marcaria

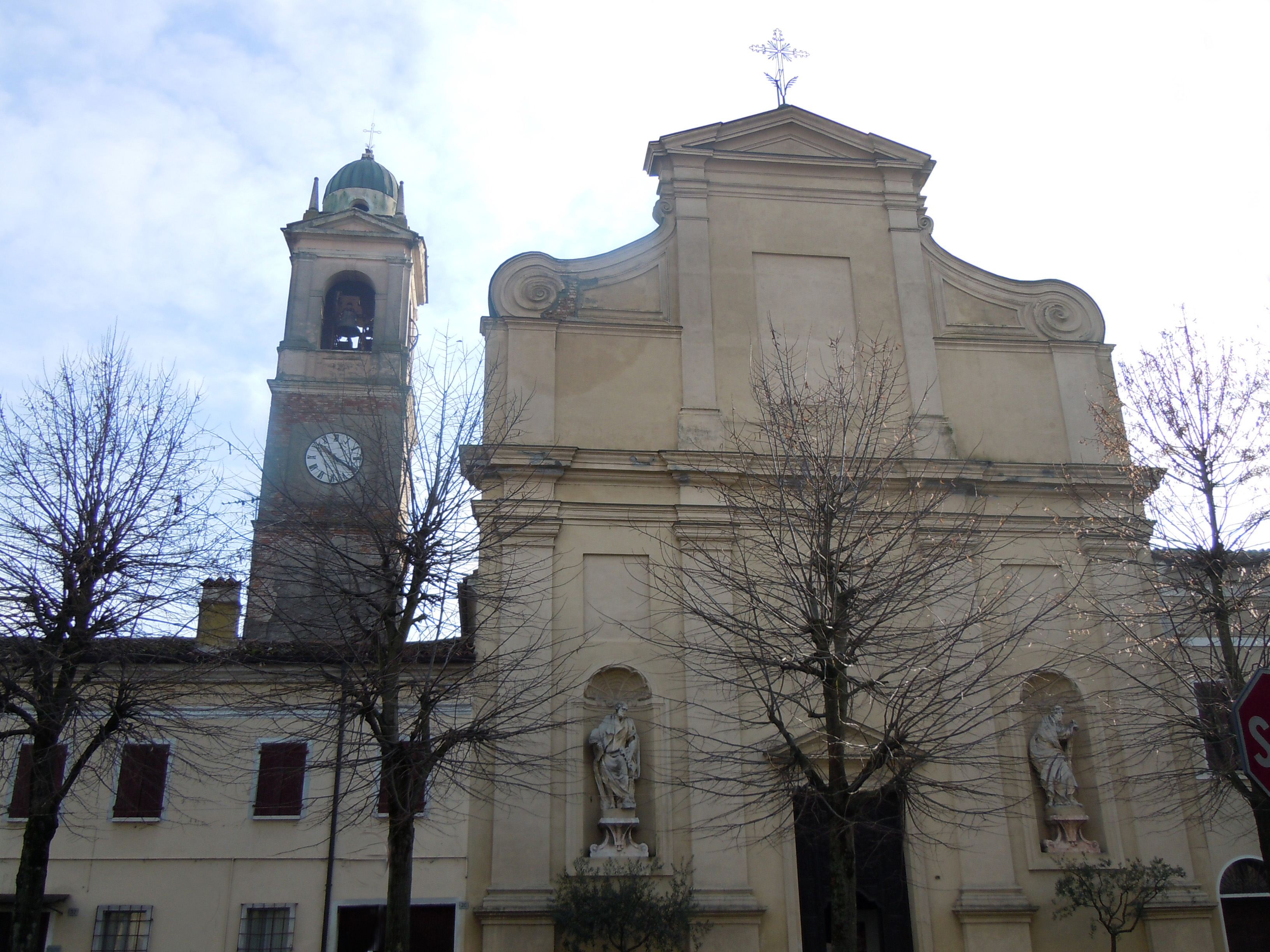
Parrocchialkirche in Marcaria

Marcaria ist eine norditalienische Gemeinde (comune) mit 6393 Einwohnern (Stand 31. Dezember 2023) in der Provinz Mantua in der Lombardei. Die Gemeinde liegt etwa 21 Kilometer von Mantua am Parco dell'Oglio Sud auf der linken Seite des Oglio.

## Persönlichkeiten
- Loris Campana (1926–2015), Bahnradsportler und Olympiasieger
- Baldassare Castiglione (1478–1529), Graf von Novilara, geboren im Ortsteil Casatico

## Verkehr
Durch die Gemeinde zieht sich die Strada Statale 10 Padana Inferiore. Ein Bahnhof liegt an der Bahnstrecke von Cremona nach Mantua.